# 海凡
海凡（1953年—），本名洪添發，另一筆名辛羽，新加坡作家，前馬來亞人民軍戰士。
1976年，洪添發因言行左傾，被新加坡警察盯上，因而離開星國，進入北馬叢林參加馬來亞共產黨領導的游擊武裝馬來亞人民軍。在部隊中，他曾嘗試寫作，發表在軍中刊物《火炬》。1989年馬共簽署《合艾协议》放棄武裝鬥爭並解散，洪添發於1992年回到新加坡過平民生活。之後他開始以筆名「辛羽」寫作和馬共題材無關的文學創作。
2014年，洪添發整理雨林游擊時期創作的小說舊稿及和平村日記，合輯出版《雨林告訴你》，並重新使用在馬共軍中刊物發表歌詞創作時的筆名「海凡」。之後在黎紫書鼓勵下，他開始以馬共時期經歷為主題創作散文和小說。
2017年，海凡的短篇小說集《可口的飢餓》選入亞洲週刊該年度十大小說。2024年，長篇小說《雨林的背影》獲新加坡文學獎。

## 著作

### 筆名海凡
- 《雨林告訴你：游击山头和平村里》，文運企業，2014。（雨林游擊時期文集）
- 《可口的飢餓》，有人出版社，2017。（短篇小說集）
- 《喧騰的山林：一個游擊戰士的昨日誌》，有人出版社，2019。（散文）
- 《野徑》，有人出版社，2021。（短篇小說集）
- 《雨林的背影》，有人出版社，2023。（長篇小說）
- 《落香》，季風帶文化，2024。（散文）

### 筆名辛羽
- 《倾听·回眸》，热带文学艺术俱乐部，2012。（散文）
- 《芳林余韵》，新加坡书写文学协会，2014。（短篇小說集）
- 《瞬间·侧影》，水木作坊出版社，2016。（散文）
- 《抖擞》，水木作坊出版社，2018。（人物訪談）